# Cuvier River
Der Cuvier River ist ein Fluss im Westen des australischen Bundesstaates Tasmanien.

## Geografie

### Flusslauf
Der fast zwölf Kilometer lange Fluss entspringt an den Westhängen des Mount Olympus in der Cheyne Range, einem Gebirge im Ostteil des Cradle-Mountain-Lake-St.-Clair-Nationalparks. Kurz nach seiner Quelle durchfließt er den Lake Petrarch. Von dort führt sein Lauf nach Südosten bis zu seinem Eintritt in den Lake St. Clair bei der Siedlung Watersmeet, wo er zusammen mit dem Narcissus River den Derwent River bildet.

### Durchflossene Seen und Stauseen
- Lake Petrarch – 870 m
- Lake St. Clair – 738 m[1]